# Аммерталь
Аммерталь (нім. Ammerthal) — сільська громада в Німеччині, розташована в землі Баварія. Підпорядковується адміністративному округу Верхній Пфальц. Входить до складу району Амберг-Зульцбах.
Площа — 8,14 км2. Населення становить 2095 ос. (станом на 31 грудня 2020).